# Зосим (папа)
Вижте пояснителната страница за други личности с името Зосим.
Зосим (на латински: Zosimus PP.) е римски папа от 18 март 417 г. до 26 декември 418 г.
Според Liber Pontificalis, Зосим е бил грък и името на баща му е Абрам. Някои учени смятат, че семейството му има еврейски корени, но това не може да бъде потвърдено.